# Un dîner presque parfait
 (novembre 2022).
Un dîner presque parfait est une émission de télévision française culinaire diffusée sur M6 entre le 11 février 2008 et le 4 avril 2014, du lundi au vendredi à 17 h 40. Elle est fondée sur l'émission de télévision britannique Come Dine With Me diffusée sur Channel 4 depuis 2005. 
À la suite de l'échec de l'émission de remplacement Mon bistrot préféré sur M6, l'émission reprend le 14 avril 2014. L'émission s'arrête de nouveau le 18 avril 2014 pour être remplacée par l'émission La Meilleure Boulangerie de France. En septembre 2014, M6 annonce arrêter l'émission après « six ans de bons et loyaux services ». À partir du 25 mai 2020, l'émission est aussi rediffusée le matin sur M6.

## Principe
Mêlant art de recevoir, décoration de la table et cuisine, cinq candidats habitant dans la même ville doivent, à tour de rôle, inviter à dîner les quatre autres.
Le dîner doit être le plus agréable possible, et une animation est proposée (jeu, chant, danse, etc.). À la fin de la soirée, les quatre convives notent sur dix l'hôte de la soirée sur sa cuisine (qualité, originalité, cuisson, harmonie des plats...), l'animation proposée par l'hôte et la décoration de la table (qualité de la vaisselle, quantité des décorations, esthétique, recherche autour du thème, etc.).
Le vendredi, à la fin du dernier dîner de la semaine, des enveloppes contenant les notes de chacun sont remises aux cinq candidats. Celui qui obtient la meilleure moyenne est consacré meilleur hôte de la semaine et remporte la somme de 1 000 €.
La voix-off de l'émission a été assurée en alternance par Lorenzo Pancino et Miguel Derennes.

## Listes des épisodes
En 2025, l'émission comporte 18 saisons.

## Diffusion

### En France
L'émission était diffusée du lundi au vendredi à 17h40 sur M6. Elle est diffusée à 15h45 du lundi 26 août 2013 au 21 avril 2014.
Elle est parfois rediffusée sous une version condensée de 2h30 en troisième partie de soirée, après des émissions culinaires comme Cauchemar en cuisine ou encore Top Chef.
L'émission est diffusée sur W9 depuis le 5 janvier 2015.
En juin 2025, l'émission quitte W9 après plus de dix passés sur la chaine et débarque sur Gulli avec un premier épisode diffusé le 7 juillet 2025, le programme est diffusé de 17h50 à 20h55. Ce changement fait suite à l'arrivée de Cyril Hanouna sur la chaine du groupe M6.

### En Belgique
Forte de son succès sur la chaîne française et sur la chaîne belge Plug RTL où elle est diffusée la semaine à 18h30, l'émission est aussi diffusée sur RTL-TVI depuis le 26 janvier 2009, à 17h35 du lundi au vendredi. La première semaine de diffusion sur RTL-TVI présente des candidats bruxellois, filmés dans le cadre des émissions produites par M6. Les trois semaines suivantes, RTL-TVI diffuse des émissions françaises, différentes de celles déjà diffusées sur Plug RTL, dont les diffusions se poursuivent. Les émissions version belge sont produites par M6 en Belgique pour le compte de RTL-TVI. Mais régulièrement, RTL-TVI prend le relais des productions françaises et propose une version entièrement belge d'Un dîner presque parfait. Une série d'émissions a été tournée à La Louvière et une autre à Namur.
Dès l'annonce du tournage de l'émission belge produite par M6 en octobre 2008, des centaines de personnes ont posé leur candidature. Depuis le mois de septembre 2008, environ 670 candidatures spontanées sont arrivées, sans que l'on fasse vraiment de publicité autour de l'émission.
L'émission est rediffusée sur Plug RTL, une semaine après la diffusion sur RTL-TVI.

### Québec
Au Québec et Nouveau-Brunswick, la chaîne V a adapté pour la première fois à la rentrée 2010 en septembre l'émission. En raison d'une différence sur le sens du mot « dîner » entre le Québec et la France (le dîner étant le repas du midi au Québec ainsi qu'en Belgique francophone, en Suisse romande et dans certaines régions de France), le nom de l'émission a été modifié pour Un souper presque parfait. Lors de l'appel aux candidatures pour le tournage des premières émissions, V utilisa l'habillage d'antenne et le générique de l'émission française de M6. Le gain chaque semaine pour le gagnant est de 1 000 $ canadiens (soit 660 €) et un rabais de 1 000 $ canadiens chez Corbeil. L'émission est animé par André Ducharme jusqu'en novembre 2020 puis par Antoine Vézina à partir de 2021.

## Audience
- Lors de sa première diffusion, le 11 février 2008, « Un dîner presque parfait » a attiré l'attention de 1,4 million de téléspectateurs pour 8,6 % de part de marché[8].
- Au fil des semaines, l'émission enregistre une hausse d'audience et plus particulièrement auprès des ménagères de moins de 50 ans[9]. L'émission devient progressivement leader à cette case horaire auprès de l'ensemble des publics de moins de 50 ans.
- Le record de l'émission est établi au jeudi 17 avril 2008. Ce jour-là, Un dîner presque parfait attire 2,27 millions de téléspectateurs pour une part d'audience de 18,4 % sur l'ensemble du public et de 36 % sur les ménagères de moins de 50 ans. Ce score permet ainsi à M6 de se positionner en deuxième position sur cette tranche horaire.
- Pour la première fois de son histoire, l'émission permet à M6 de se positionner en première place des audiences à 18 heures le vendredi 25 avril 2008. L'émission a réalisé sa meilleure part d'audience historique avec 19,7 % du public et a battu son record d'audience historique auprès des ménagères de moins de 50 ans avec 46,1 % de part d'audience auprès de cette cible. La chaine enregistre sa meilleure performance à cette tranche horaire depuis la diffusion de la première saison de Loft Story en 2001. Le jeu 1 contre 100 est immédiatement déprogrammé par TF1 en raison de cette contre-performance. Ce jeu est la première victime du succès de l'émission d'M6[réf. nécessaire].
- Pour sa 2e saison, Un dîner presque parfait réalise de meilleures audiences que la huitième saison de Star Academy sur TF1. En effet, alors que TF1 réunissait moins de 2 millions de téléspectateurs pour seulement 15 % de part de marché pour l'émission quotidienne de 18 h, M6 en réunissait au même horaire plus de 2 millions pour 20 % de part de marché. Sur la cible commerciale des ménagères de moins de 50 ans visée par les annonceurs publicitaires, M6 réunissait même le double de téléspectatrices (40 % de parts de marché pour M6 contre 20 % pour TF1)[10].
- Un nouveau record est  établi le vendredi 3 janvier 2014, alors qu'Afida Turner était invitée en tant que guest star de la semaine. Ce jour-là, l'émission a enregistré sa meilleure audience depuis mai 2012 avec 2,5 millions de téléspectateurs soit 15,8% de part de marché[11].

## Jeu de société
Le jeu télévisé a été adapté en jeu de société, en 2009, par Asmodee avec M6 Interactions.